# 山武町
山武町（さんぶまち）は、千葉県山武郡に存在した町である。

## 地理
町は九十九里平野のはずれの地点に位置し、町東部は平坦な地形だが、西部は丘と平野が入り乱れる特殊な地形をしている。九十九里平野と下総台地のほぼ境目にあり、谷津田といわれる谷あいの土地に作られた田が目立つ。

### 隣接していた自治体
- 東金市
- 八街市
- 富里市
- 山武郡：芝山町・横芝町・松尾町・成東町

## 歴史
- 1955年（昭和30年）1月1日 - 睦岡村、日向村が合併して山武町が発足。
- 2006年（平成18年）3月27日 - 成東町、松尾町、蓮沼村と合併して山武市を新設[1]。51年の町政に幕を閉じた。

## 行政
歴代の町長は以下の通りである
| 代     | 氏名       | 在任期間                         | 出身地   | 備考             |
| ------ | ---------- | -------------------------------- | -------- | ---------------- |
| 1      | 嘉瀬敏     | 昭和30年2月15日〜昭和32年3月6日  | 植谷     | [2]              |
| 2      | 布留川正輔 | 昭和32年4月7日〜昭和34年4月16日  | 椎崎     | [2]              |
| 3      | 三枝保三郎 | 昭和34年4月30日〜昭和37年1月22日 | 木原     | [2]              |
| 4      | 布留川正輔 | 昭和37年3月3日〜昭和41年3月2日   | 椎崎     | 再選[2]          |
| 5      | 鈴木重夫   | 昭和41年3月3日〜昭和43年5月15日  | 坂中新田 | [2]              |
| 6      | 鈴木重夫   | 昭和43年6月21日〜昭和47年6月20日 | 坂中新田 | 再選[2]          |
| 7      | 嘉瀬尚敏   | 昭和47年6月21日〜昭和51年6月20日 | 植谷     | [2]              |
| 8      | 嘉瀬尚敏   | 昭和51年6月21日〜昭和55年6月20日 | 植谷     | 再選[2]          |
| 9      | 嘉瀬尚敏   | 昭和55年6月21日〜昭和59年6月20日 | 植谷     | 再選[2]          |
| 10     | 嘉瀬尚敏   | 昭和59年6月21日〜昭和63年6月20日 | 植谷     | 再選[2]          |
| 11     | 鈴木重夫   | 昭和63年6月21日〜平成4年6月20日  | 坂中新田 |                  |
| 12〜14 | 並木宏夫   | 平成4年6月21日〜平成16年5月      |          |                  |
| 15     | 松下浩明   | 平成16年5月〜平成17年3月26日     |          | 山武町最後の町長 |

## 産業
山武町の産業は『山武杉』で知られるように林業や農業が盛んであるが過疎による後継者不足に悩んでいる。
農業は主に、西部の日向地区ではニンジン、スイカ、水稲、トマトなどが、また、東部の睦岡地区ではニンジン、スイカ、トマトに加えホウレンソウ、ダイコンなどの畑作作物がよく作られている。また、近年は有機農法による有機農産物も作られている。

## 交通

### 鉄道
- 東日本旅客鉄道（JR東日本）
  - 総武本線：日向駅

### 道路
- 千葉東金道路（山武成東インターチェンジ）
- 千葉県道22号千葉八街横芝線
- 千葉県道45号八日市場八街線
- 千葉県道76号成東酒々井線
- 千葉県道116号横芝山武線
- 千葉県道117号日向停車場極楽寺線
- 千葉県道118号成東山武線

## 施設
山武町は自然溢れる町を目指していた。さんぶの森公園は、1996年（平成8年）10月7日に着工し、1998年（平成10年）4月23日にさんぶの森図書館等の主要施設が完成して開園した。
2005年（平成17年）3月25日にプールや福祉施設を兼ね備えたさんぶの森元気館が完成し、高齢化社会に備える。

## 合併問題
山武町、松尾町、蓮沼村、東金市、成東町、九十九里町を合併し、新市である九十九里市とする計画で、2002年（平成14年）11月25日に山武地域合併準備会が発足した。
2003年（平成15年）12月25日に山武地域合併協議会が新市名を九十九里市（くじゅうくりし）と決定し、2005年（平成17年）3月22日の合併を目指した。
2004年（平成16年）11月28日の東金市の住民投票で「合併反対」が多数で離脱が決まり、2005年（平成17年）1月31日に山武地域合併準備会が解散した。
のちに山武町、松尾町、蓮沼村、成東町により改めて合併協議が行われ、2006年（平成18年）3月27日に新市山武市として合併した。

## 著名な出身者
- 麻生磯次（国文学者）
- 蕨真一郎（アララギ派歌人）
- 松下浩明（山武市長、元山武町長）